# Гребінюк Олександр Вікторович
Олександр Вікторович Гребінюк (нар. 23 червня 1981) — український футболіст, півзахисник та нападник.

## Кар'єра гравця
Почав кар'єру гравця у листопаді 1997 року у другій лізі чемпіонату України в комсомольському ФК «Гірник-спорт» (на той момент йому було лише 16 років). На початку 1999 року перейшов до «Ворскли», але виступав лише в складі другої команди, тому в серпні 1999 року повернувся до клубу з Комсомольська. У 2000 році перейшов у «Кривбас», де 12 червня того ж року в матчі проти «Прикарпаття» дебютував у вищій лізі. Замінивши на 60 хвилині гри Олександра Паляницю, Гребінюк вже на 81-ій хвилині забив м'яч у ворота івано-франківців. Цей гол в дебютному матчі став єдиним в кар'єрі гравця у вищому дивізіоні.
Не зумівши за чотири сезони стати основним нападником криворіжців, Гребінюк в під час зимової перерви сезону 2002/03 років перейшов до «Прикарпаття», яке згодом змінило свою назву на «Спартак» (Івано-Франківськ). Влітку 2003 року перейшов до іншої спартаківської команди, «Спартака-Горобини» з Сум. У 2004 році захищав кольори ФК «Миколаїв».
На початку 2005 року підсилив склад ПФК «Олександрії». Дебютував за ПФК «Олександрію» 7 квітня 2005 року в домашньому матчі 13-го туру групи Б другої ліги чемпіонату України проти «Олкому» з Мелітополя. Матч завершився нульовою нічиєю, Олександр в тому поєдинку вийшов у стартовому складі, але на 46-ій хвилині матчу його замінив Максим Кундель. Першим голом за олександрійців відзначився 2 травня 2005 року в виїзному поєдинку 19-го туру Групи Б другої ліги чемпіонату України проти овідіопольського «Дністра» на 53-ій хвилині. В тому матчі ПФК «Олександрія» здобула перемогу з рахунком 2:0, крім голу Олександр відзначився в тому матчі ще й жовтою карткою (на 58-ій хвилині). В футболці олександрійців в сезоні 2005/06 років став найкращим бомбардиром Другої ліги та здобув путівку до Першої ліги. Найбільш успішним був саме період виступів у складі «Олександрії», де Гребінюк провів 103 матчі та забив 28 м'ячів. У вересні — жовтні 2005 року Олександр забивав у ворота суперників олександрійців в семи матчах поспіль. В останньому матчі серії нападник видав хет-трик у ворота сусідів з кіровоградської «Зірки». В складі олександрійців виступав до літа 2008 року.
Після цього перейшов до складу «Десни». Влітку 2009 року виїхав за кордон, захищав кольори узбецького «Машалу». Влітку 2010 року повернувся до України спочатку виступав за аматорський клуб «Нове Життя» (с. Андріївка), але того ж року підписав контракт з ФК «Львів». Сезон 2011/12 років розпочав у чернігівській «Десні», але вже з вересня захищав кольори «Ниви». Останнім професійним клубом Олександра стала «Полтава-2-Карлівка», кольори якої він захищав у літньо-осінній частині сезону 2012/13 років.
Після цього виступав у складах аматорських команд ФК «Глобине» (Глобине) у 2013—2014 роках та ФК «Рокита» (с. Рокита) у 2015 році.

## Досягнення
- Вища ліга чемпіонату України
  -  Бронзовий призер (1): 2000

- Кубок України
  -  Фіналіст (1): 2000

- Друга ліга чемпіонату України
  -  Срібний призер (1): 2006